# 2650 Elinor
2650 Elinor eller 1931 EG är en asteroid i huvudbältet, som upptäcktes 14 mars 1931 av den tyske astronomen Max Wolf i Heidelberg. Den är uppkallad efter Elinor Gates.
Asteroiden har en diameter på ungefär 12 kilometer.